# The Lawnmower Man (jeu vidéo)
The Lawnmower Man est un jeu vidéo d'action développé par The Sales Curve et édité par Time Warner Interactive en 1994 sur PC, 3DO Super Nintendo, Game Boy, Mega Drive et Mega CD. C'est une adaptation du film Le Cobaye de Brett Leonard.

## Système de jeu
Les niveaux sont du type jeu de plates-formes traditionnel, mais ils sont connectés par des passages inter-niveau en 3D de type First Person Shooter.